# 풍년제과
풍년제과는 강정문이 1951년 창립한 대한민국의 전라북도 전주시에 운영하는 음식 상표명 브랜드이다. 현재 사위가 운영한 분점을 승계한 강동오케익 풍년제과와 3대째 운영중인 원조 PNB 풍년제과가 있다.

## 역사
강정문 창업자가 1951년 풍년제과를 연뒤 자녀들이 성장하자 아들과 두딸이 풍년제과 점포를 운영하고 아들이 본점을 두딸 과 사위가 분점을 운영했다.
익산으로 이사간 딸이 운영한 풍년제과는 사라졌고, 전주시엔 창업주와 아들의 풍년제과와 딸과 김생수 사위가 운영한 풍년제과가 공존했다.
김생수씨는 1969년 6월부터 풍년제과 분점을 운영하고 가족의 동의없이 1980년대부터 제과점업 상표권을 등록해 프랜차이즈 사업을 벌여서 2005년 (주)굿하비스트로 법인화하였고, 본점은 (주)풍년제과를 설립했다.
2006년 광주전남지역 제빵사 강동오가 (주)굿하비스트와 풍년제과 상표를 인수한뒤 자기 브랜드인 강동오케익 상표와 함께 이를 (주)굿하비스트에 넘기고 (주)강동오케익으로 법인명을 바꿨다. 그러나 빵류에 대한 상표권은 PNB 풍년제과가 가지고 있다.
강동오케익과 (주)풍년제과의 갈등으로 (주)풍년제과는 브랜드를 PNB로 바꾸었으나, 조정 끝에 본점의 점포명은 PNB풍년제과로 쓸수 있게되었다.
수제초코파이는 본래 원조업체 PNB풍년제과 2대 강현희 대표가  만든 음식이나, 강동오케익에서 따라 만들었다. 지금은 전주시의 지역 요리가 되어 다른 업체에서도 만든다.

## 같이 보기
- PNB 풍년제과
- 강동오케익